# Pér
Pér é um município da Hungria, situado no condado de Győr-Moson-Sopron. Tem 31,49 km² de área e sua população em 2015 foi estimada em 2.373 habitantes.